# Australia Open 2003 (Badminton)
Die Australian Open 2003 im Badminton fanden vom 12. bis zum 14. September 2003 in Sydney statt.

## Sieger und Platzierte
| Disziplin    | Gold                               | Silber                             | Bronze                         |
| ------------ | ---------------------------------- | ---------------------------------- | ------------------------------ |
| Herreneinzel | Shoji Sato                         | Yuichi Ikeda                       | Yeoh Kay Bin                   |
| Herreneinzel | Shoji Sato                         | Yuichi Ikeda                       | Hidetaka Yamada                |
| Dameneinzel  | Chie Umezu                         | Lenny Permana                      | Bing Huang                     |
| Dameneinzel  | Chie Umezu                         | Lenny Permana                      | Rebecca Gordon                 |
| Herrendoppel | Liu Kwok Wa Albertus Susanto Njoto | Jochen Cassel Joachim Tesche       | Ng Kean Kok Ong Beng Teong     |
| Herrendoppel | Liu Kwok Wa Albertus Susanto Njoto | Jochen Cassel Joachim Tesche       | Ashley Brehaut Travis Denney   |
| Damendoppel  | Ai Hirayama Akiko Nakashima        | Renuga Veeran Susan Wang           | Kellie Lucas Tania Luiz        |
| Damendoppel  | Ai Hirayama Akiko Nakashima        | Renuga Veeran Susan Wang           | Rhonda Cator Kate Wilson-Smith |
| Mixed        | Ng Kean Kok Chor Hooi Yee          | Ong Ewe Hock Sutheaswari Mudukasan | Craig Cooper Rebecca Gordon    |
| Mixed        | Ng Kean Kok Chor Hooi Yee          | Ong Ewe Hock Sutheaswari Mudukasan | Raj Veeran Renuga Veeran       |